# تظاهرات ۲۰۱۲ تبتی‌ها در سیچوان
در ژانویه سال ۲۰۱۲ و در استان سیچوآن چین توسط تبتی‌ها و با درخواست آزادی مذهب و مخالفت در مقابل جشن اجباری سال نو چینی صورت گرفت و در حین این تظاهرات بین دو تا پنج نفر توسط شلیک گلوگه ماموران دولت چین کشته شدند.
بر اساس اطلاعات راهبه‌های مذهبی تبتی ساکن هندوستان، هزارن تبتی در این تظاهرات شرکت کردند و مقادیری از دارایی‌های دولت چین را ویران کردند.